# Július Šupler
Július Šupler (* 27. Oktober 1950 in Poprad, Tschechoslowakei) ist ein ehemaliger slowakischer Eishockeyspieler und heutiger -trainer. Zuletzt war er in der Saison 2012/13 Cheftrainer beim ukrainischen HK Donbass Donezk in der Kontinentalen Hockey-Liga.

## Karriere

### Als Spieler
Július Šupler begann seine Karriere als Eishockeyspieler in seiner Heimatstadt beim TJ Lokomotíva Vagónka Stavbár  Poprad, für die er ebenso in der zweiten tschechoslowakischen Spielklasse antrat, wie anschließend für den Partizan Liptovský Mikuláš. Von 1970 bis 1972 stand er schließlich für Slovan CHZJD Bratislava sowie von 1972 bis 1976 für VSŽ Košice in der 1. Liga, der höchsten tschechoslowakischen Spielklasse, auf dem Eis. Anschließend beendete er im Alter von 26 Jahren seine aktive Karriere.

### Als Trainer
Von 1979 bis 1985 war Šupler Assistenztrainer bei seinem Heimatverein aus Poprad sowie anschließend zwei Jahre lang dessen Cheftrainer.
In der Saison 1991/92 wurde er mit dem HC Dukla Trenčín tschechoslowakischer Meister. Von 1993 bis 1996 war er der erste Trainer der nach der Auflösung der Tschechoslowakei neu gegründeten slowakischen Eishockeynationalmannschaft. Bei den Olympischen Winterspielen 1994 in Lillehammer führte er seine Mannschaft auf den sechsten Platz. Innerhalb von zwei Jahren gelang ihm mit der Slowakei, die zunächst in der C-Weltmeisterschaft starten musste, der Aufstieg in die A-Weltmeisterschaft.
Von 1996 bis 1998 war Šupler als Assistenztrainer für das kanadische Juniorenteam Portland Winter Hawks aus der Western Hockey League tätig. Mit diesen konnte er in der Saison 1997/98 zunächst die WHL-Meisterschaft, den President’s Cup und anschließend die Meisterschaft der Canadian Hockey League, den Memorial Cup, gewinnen. Zur Saison 1998/99 wurde er als Cheftrainer vom HC Sparta Prag aus der tschechischen Extraliga unter Vertrag genommen. Als Assistenztrainer stand ihm bei seinem Engagement in der tschechischen Hauptstadt František Výborný zur Seite. Noch während der laufenden Spielzeit trat Šupler zurück und wurde durch Pavel Richter ersetzt.
In der Saison 2002/03 wurde er mit dem slowakischen Hauptstadtclub HC Slovan Bratislava Slowakischer Meister. Im Anschluss an diesen Erfolg wurde er im Juli 2003 Cheftrainer beim belarussischen Verein HK Dinamo Minsk, ehe er im November für die restliche Saison 2003/04 von Lokomotive Jaroslawl aus der russischen Superliga verpflichtet wurde.
In der Folgezeit zog es ihn nach Lettland, wo er von 2004 bis 2006 den HK Riga 2000 in der belarussischen Extraliga sowie der lettischen Eishockeyliga betreute. Mit den Letten gewann er 2005 und 2006 jeweils den lettischen Meistertitel und belegte mit der Mannschaft in der Saison 2005/06 auf europäischer Ebene den zweiten Platz im IIHF Continental Cup.
Von 2006 bis 2008 kehrte er auf die Position als Hauptverantwortlicher für die slowakische Nationalmannschaft zurück. Mit der Mannschaft konnte er im November 2006 zwar den Deutschland Cup gewinnen, wurde jedoch nach zwei enttäuschenden Weltmeisterschaften im Juni 2008 durch seinen Landsmann Ján Filc abgelöst. Daraufhin nahm er das Vertragsangebot von Dinamo Riga aus der neu gegründeten Kontinentalen Hockey-Liga an, bei dem er ab der Saison 2008/09 Cheftrainer war. Mit Dinamo erreichte er auf Anhieb in den ersten beiden KHL-Spielzeiten die Playoffs und schied mit seiner Mannschaft in der ersten bzw. zweiten Playoff-Runde aus.
Nach der Saison 2010/11 verließ Šupler Dinamo Riga und wurde vom HK ZSKA Moskau als Cheftrainer unter Vertrag genommen. Dort stand er bis zum Februar 2012 unter Vertrag, ehe sein Vertrag aufgelöst wurde und er durch seinen Co-Trainer Wjatscheslaw Buzajew ersetzt wurde. Im April 2012 wurde er als Cheftrainer des KHL-Neulings HK Donbass Donezk vorgestellt und erhielt einen Dreijahresvertrag, der nach der Saison 2012/13 aufgelöst wurde.

## Erfolge und Auszeichnungen (als Trainer)
- 1992 Tschechoslowakischer Meister mit dem HC Dukla Trenčín
- 1994 Aufstieg in die B-Weltmeisterschaft bei der C-Weltmeisterschaft mit der Slowakei
- 1995 Aufstieg in die A-Weltmeisterschaft bei der B-Weltmeisterschaft mit der Slowakei
- 1998 President’s-Cup-Gewinn mit den Portland Winter Hawks
- 1998 Memorial-Cup-Gewinn mit den Portland Winter Hawks
- 2003 Slowakischer Meister mit dem HC Slovan Bratislava
- 2005 Lettischer Meister mit dem HK Riga 2000
- 2006 Lettischer Meister mit dem HK Riga 2000
- 2006 2. Platz im IIHF Continental Cup mit dem HK Riga 2000
- 2006 Deutschland-Cup-Gewinn mit der Slowakei
- 2013 IIHF-Continental-Cup-Gewinn mit dem HK Donbass Donezk